# Mireille et Barnabé aimeraient bien en avoir un ...
Pour plus de détails, voir Fiche technique et Distribution.
Mireille et Barnabé aimeraient bien en avoir un ... est un film français réalisé en 1993 par Laurent Bénégui et sorti en 1996.

## Fiche technique
- Titre : Mireille et Barnabé aimeraient bien en avoir un ...
- Réalisation : Laurent Bénégui
- Scénario : Laurent Bénégui
- Photographie : Luc Pagès
- Son : Pascal Ribier
- Montage : Jean-Luc Gaget
- Musique : Jean-Claude et Angélique Nachon
- Production : Cinq et Cinq Films
- Distribution : Magouric
- Pays d'origine :  France
- Durée : 14 minutes
- Date de sortie : France - 19 juin 1996[1]

## Distribution
- Agnès Obadia
- Marie-Laure Dougnac
- Gérald Laroche
- Jacques Herlin
- Michèle Brousse

## Sélection
- Festival cinéma d'Alès 1994[2]